# SA-306
La SA-306 es una carretera autonómica perteneciente a la Red Complementaria Local de carreteras de la Junta de Castilla y León.
El inicio de esta carretera está en la carretera SA-311, en el punto kilométrico 5,400, y el final en el límite provincial de Zamora. La longitud de esta carretera es aproximadamente de 3,3 km y transcurre por la comarca de Tierra de Ledesma.
Sus principales características son que consta de una sola calzada, con un carril para cada sentido de circulación, tiene un ancho de plataforma de 7 metros y su limitación de velocidad es de 90 km/h, la genérica para este tipo de vías.

## Nomenclatura[3]
Anteriormente, la SA-306 formaba parte de la C-528, al igual que las carreteras ZA-306 y ZA-330.

## Localidades de paso
Ninguna

## Tramos

### Situación actual
| Tramo                              | PK Inicio | PK Final | Longitud | Sección actual |
| ---------------------------------- | --------- | -------- | -------- | -------------- |
| SA-311 - L.P. de Zamora ( ZA-306 ) | 0,000     | 3,340    | 3,340    | 7/10           |

### Actuaciones previstas en el Plan Regional Sectorial de Carreteras 2008-2020 de la Junta de Castilla y León[1]
| Tramo                              | PK Inicio | PK Final | Longitud | Actuación | Sección tipo | Valoración Mill. € | Sección actual | Estado de la Actuación |
| ---------------------------------- | --------- | -------- | -------- | --------- | ------------ | ------------------ | -------------- | ---------------------- |
| SA-311 - L.P. de Zamora ( ZA-306 ) | 0,000     | 3,340    | 3,340    | Refuerzo  | 7/10         | 0,34               | 7/10           | En servicio            |

## Trazado
La carretera comienza en el cruce con la carretera SA-311, en el punto kilométrico 5,400, y continúa hacia el noreste. Tras un par de curvas peligrosas, la carretera discurre por una recta que le lleva al límite provincial de Zamora, donde la carretera se transforma en la ZA-306.

## Cruces
| Ledesma (Intersección con ) - L.P. Zamora | Ledesma (Intersección con ) - L.P. Zamora | Ledesma (Intersección con ) - L.P. Zamora | Ledesma (Intersección con ) - L.P. Zamora | Ledesma (Intersección con ) - L.P. Zamora | Ledesma (Intersección con ) - L.P. Zamora | Ledesma (Intersección con ) - L.P. Zamora | Ledesma (Intersección con ) - L.P. Zamora | Ledesma (Intersección con ) - L.P. Zamora | Ledesma (Intersección con ) - L.P. Zamora | Ledesma (Intersección con ) - L.P. Zamora |
| Esquema                                   | PK                                        | Sentido L. P. Zamora                      | Sentido L. P. Zamora                      | Sentido L. P. Zamora                      | Sentido L. P. Zamora                      | Sentido Ledesma                           | Sentido Ledesma                           | Sentido Ledesma                           | Sentido Ledesma                           | Incidencias                               |
| Esquema                                   | PK                                        | Velocidad                                 | Elemento                                  | Salida                                    | Salida                                    | Salida                                    | Salida                                    | Elemento                                  | Velocidad                                 | Incidencias                               |
| Esquema                                   | PK                                        | Velocidad                                 | Elemento                                  | Dir.                                      | Nombre                                    | Nombre                                    | Dir.                                      | Elemento                                  | Velocidad                                 | Incidencias                               |
| ----------------------------------------- | ----------------------------------------- | ----------------------------------------- | ----------------------------------------- | ----------------------------------------- | ----------------------------------------- | ----------------------------------------- | ----------------------------------------- | ----------------------------------------- | ----------------------------------------- | ----------------------------------------- |
|                                           | 0,000                                     |                                           |                                           |                                           | Almeida Miranda do Douro                  | Almeida Miranda do Douro                  |                                           |                                           |                                           |                                           |
|                                           | 0,000                                     | Ledesma                                   |                                           |                                           |                                           |                                           |                                           |                                           |                                           |                                           |
|                                           | 1,000                                     |                                           |                                           | CURVA PELIGROSA                           | CURVA PELIGROSA                           | CURVA PELIGROSA                           | CURVA PELIGROSA                           |                                           |                                           |                                           |
|                                           | 1,300                                     |                                           |                                           | CURVA PELIGROSA                           | CURVA PELIGROSA                           | CURVA PELIGROSA                           | CURVA PELIGROSA                           |                                           |                                           |                                           |
|                                           | 3,340                                     |                                           |                                           | Moraleja de Sayago Zamora                 | Moraleja de Sayago Zamora                 | Moraleja de Sayago Zamora                 | Moraleja de Sayago Zamora                 |                                           |                                           |                                           |